# Persone di cognome Barbieri
| Questa pagina contiene informazioni ricavate automaticamente dalle voci biografiche con l'ausilio del template Bio e di un bot. L'aggiornamento è periodico e automatico e ricostruisce completamente la pagina. Se manca una persona in questa lista, sei pregato di non aggiungerla, ma accertati piuttosto che la sua voce biografica contenga il template Bio e che i dati anagrafici siano correttamente compilati. Se il template Bio manca, inseriscilo tu stesso o, in alternativa, metti l'avviso {{tmp\|Bio}} che ne segnala la mancanza. Se i dati riportati sono sbagliati, correggi direttamente la voce biografica; le modifiche saranno visibili in questa lista entro pochi giorni. Per chiarimenti vedi il progetto antroponimi. La lista contiene solo le 98 persone che sono citate nell'enciclopedia e per le quali è stato implementato correttamente il template Bio. Pagina aggiornata al 23 giu 2025. |

Questa è una lista di persone presenti nell'enciclopedia che hanno il cognome Barbieri, suddivise per attività principale.

## Allenatori di pallavolo(1)
- Giorgio Barbieri, allenatore di pallavolo e ex pallavolista italiano (Modena, n. 1947)

## Architetti(2)
- Giovanni Domenico Barbieri, architetto svizzero (Roveredo, n. 1704 - Eichstätt, † 1764)
- Giuseppe Barbieri, architetto e ingegnere italiano (Verona, n. 1777 - Verona, † 1838)

## Attori(1)
- Ollie Barbieri, attore britannico (Bath, n. 1991)

## Attori teatrali(1)
- Niccolò Barbieri, attore teatrale e commediografo italiano (Vercelli, n. 1576 - Modena, † 1641)

## Attrici(1)
- Claudia Barbieri, attrice e regista teatrale italiana (Milano, n. 1971)

## Aviatori(1)
- Alfredo Barbieri, aviatore e militare italiano (Roma, n. 1869 - Selva di Tarnova, † 1916)

## Baritoni(2)
- Amleto Barbieri, baritono italiano (Mezzana, n. 1883 - New York, † 1957)
- Emilio Barbieri, baritono italiano (Mezzana, n. 1848 - Pisa, † 1899)

## Bibliografi(1)
- Edoardo Barbieri, bibliografo italiano (Milano, n. 1961)

## Calciatori(16)
- Barbieri, calciatore italiano
- Mario José Barbieri, calciatore argentino
- Alberto Barbieri, calciatore italiano (Piacenza, n. 1914 - Biella, † 2005)
- Aldo Barbieri, calciatore italiano (Ferrara, n. 1906 - Ferrara, † 1996)
- Bruno Barbieri, calciatore e allenatore di calcio italiano (Bottrighe, n. 1918 - Genova, † 1973)
- Carlo Barbieri, calciatore italiano (Fontanelice, n. 1922)
- Carlo Barbieri, calciatore italiano (Mantova, n. 1900)
- Enghel Barbieri, calciatore italiano (Mantova, n. 1898 - Mantova, † 1973)
- Giuseppe Barbieri, ex calciatore italiano (Castelfranco Emilia, n. 1934)
- Luigi Barbieri, calciatore italiano (Milano, n. 1887 - Como, † 1931)
- Mariano Barbieri, calciatore argentino (Chivilcoy, n. 1990)
- Miguel Barbieri, calciatore argentino (Buenos Aires, n. 1993)
- Marziano Barbieri, calciatore italiano (Tortona, n. 1901 - Pavia, † 1977)
- Ottavio Barbieri, calciatore e allenatore di calcio italiano (Genova, n. 1899 - Genova, † 1949)
- Pietro Barbieri, calciatore italiano (Milano, n. 1901 - Milano, † 1954)
- Tommaso Barbieri, calciatore italiano (Magenta, n. 2002)

## Calciatrici(3)
- Lara Barbieri, calciatrice italiana (Sassuolo, n. 1986)
- Melissa Barbieri, calciatrice e allenatrice di calcio australiana (Melbourne, n. 1980)
- Raffaella Barbieri, calciatrice italiana (Torino, n. 1995)

## Canottieri(1)
- Renato Barbieri, canottiere italiano (Livorno, n. 1903 - † 1980)

## Cantanti(2)
- Diana Est, cantante italiana (Milano, n. 1963)
- Linda Lee, cantante e ex modella italiana (Vignola, n. 1953)

## Cantautori(1)
- Joe Barbieri, cantautore, produttore discografico e compositore italiano (Napoli, n. 1973)

## Cardinali(1)
- Antonio María Barbieri, cardinale e arcivescovo cattolico uruguaiano (Montevideo, n. 1892 - Montevideo, † 1979)

## Cestisti(1)
- Alberto Barbieri, ex cestista italiano (Bentivoglio, n. 1976)

## Compositori(1)
- Francisco Asenjo Barbieri, compositore e musicista spagnolo (Madrid, n. 1823 - Madrid, † 1894)

## Compositrici(1)
- Caterina Barbieri, compositrice e musicista italiana (Bologna, n. 1990)

## Criminali(2)
- Ezio Barbieri, criminale italiano (Milano, n. 1922 - Barcellona Pozzo di Gotto, † 2018)
- Massimo Barbieri, criminale italiano (Roma, n. 1951 - Roma, † 1982)

## Critici d'arte(1)
- Franco Barbieri, critico d'arte italiano (Vicenza, n. 1922 - Vicenza, † 2016)

## Cuochi(1)
- Bruno Barbieri, cuoco, personaggio televisivo e imprenditore italiano (Medicina, n. 1962)

## Dirigenti d'azienda(1)
- Roberto Barbieri, dirigente d'azienda e politico italiano (Napoli, n. 1953)

## Drammaturghi(1)
- Ulisse Barbieri, drammaturgo, scrittore e patriota italiano (Mantova, n. 1842 - San Benedetto Po, † 1899)

## Economisti(1)
- Gino Barbieri, economista e storico italiano (Legnago, n. 1913 - Legnago, † 1989)

## Filologi(1)
- Giovanni Maria Barbieri, filologo italiano (Modena, n. 1519 - Modena, † 1574)

## Fotografi(2)
- Gian Paolo Barbieri, fotografo italiano (Milano, n. 1935 - Milano, † 2024)
- Olivo Barbieri, fotografo italiano (Carpi, n. 1954)

## Generali(2)
- Alberto Barbieri, generale italiano (Modena, n. 1882)
- Carlo Barbieri, generale italiano (Ancona, n. 1883 - † 1951)

## Giornalisti(3)
- Fabio Barbieri, giornalista e scrittore italiano (Nago-Torbole, n. 1947 - Padova, † 2005)
- Frane Barbieri, giornalista jugoslavo (Macarsca, n. 1923 - Torino, † 1987)
- Remigio Barbieri, giornalista, scrittore e antifascista italiano (Medicina, n. 1930 - Bologna, † 2025)

## Hockeisti su pista(1)
- Nicolas Barbieri, hockeista su pista italiano (Modena, n. 1998)

## Illustratori(1)
- Paolo Barbieri, illustratore italiano (Mantova, n. 1971)

## Imprenditori(2)
- Silvio Barbieri, imprenditore e dirigente sportivo italiano (Este, n. 1883 - Padova, † 1957)
- Tommaso Barbieri, imprenditore e antifascista italiano (Parma, n. 1890 - † 1944)

## Incisori(1)
- Gino Barbieri, incisore e pittore italiano (Cesena, n. 1885 - monte Zomo, fronte di guerra, † 1917)

## Judoka(1)
- Erica Barbieri, ex judoka italiana (La Spezia, n. 1981)

## Liutai(1)
- Armando Barbieri, liutaio italiano (Asti, n. 1893 - Forlì, † 1963)

## Magistrati(1)
- Mario Giovanni Barbieri, magistrato e politico italiano (Ferrara, n. 1900)

## Matematici(1)
- Ubaldo Barbieri, matematico italiano (Lecce, n. 1874 - Genova, † 1945)

## Mezzosoprani(1)
- Fedora Barbieri, mezzosoprano italiano (Trieste, n. 1920 - Firenze, † 2003)

## Militari(2)
- Francesco Barbieri, militare italiano (Milano, n. 1894 - Cima di Costabella, † 1916)
- Lodovico Barbieri, militare e politico italiano (Bologna, n. 1843 - Monte San Pietro, † 1927)

## Musicisti(1)
- Richard Barbieri, musicista britannico (Londra, n. 1957)

## Nuotatrici(1)
- Arianna Barbieri, nuotatrice italiana (Camposampiero, n. 1989)

## Ostacoliste(1)
- Olga Barbieri, ostacolista, velocista e multiplista italiana

## Partigiani(1)
- Vittorio Barbieri, partigiano italiano (Modena, n. 1915 - Compiobbi, † 1944)

## Patrioti(1)
- Tito Barbieri, patriota italiano (Ripabottoni, n. 1821 - Campobasso, † 1865)

## Pistard(1)
- Rachele Barbieri, pistard e ciclista su strada italiana (Pavullo nel Frignano, n. 1997)

## Pittori(6)
- Agostino Barbieri, pittore, scultore e scrittore italiano (Isola della Scala, n. 1915 - Sirmione, † 2006)
- Contardo Barbieri, pittore italiano (Broni, n. 1900 - Milano, † 1966)
- Luca Barbieri, pittore italiano (Bologna)
- Osvaldo Barbieri, pittore italiano (Piacenza, n. 1895 - Piacenza, † 1958)
- Paolo Antonio Barbieri, pittore italiano (Cento, n. 1603 - Bologna, † 1649)
- Guercino, pittore italiano (Cento, n. 1591 - Bologna, † 1666)

## Poeti(1)
- Antonio Barbieri, poeta italiano (Frasso Telesino, n. 1859 - Napoli, † 1931)

## Politiche(2)
- Patrizia Barbieri, politica italiana (Cremona, n. 1960)
- Silvia Barbieri, politica italiana (Ferrara, n. 1938)

## Politici(4)
- Antonio Barbieri, politico italiano (Benevento, n. 1952)
- Antonio Barbieri, politico e imprenditore italiano (Seniga, n. 1828 - Brescia, † 1886)
- Emerenzio Barbieri, politico italiano (Reggio Emilia, n. 1946 - Reggio Emilia, † 2025)
- Orazio Barbieri, politico e partigiano italiano (Firenze, n. 1909 - Settignano, † 2006)

## Presbiteri(1)
- Matteo Barbieri, presbitero e matematico italiano (Verona, n. 1743 - Napoli, † 1789)

## Rapper(1)
- Rondodasosa, rapper italiano (Magenta, n. 2002)

## Religiose(1)
- Clelia Barbieri, religiosa italiana (San Giovanni in Persiceto, n. 1847 - San Giovanni in Persiceto, † 1870)

## Restauratori(1)
- Carlo Barbieri, restauratore italiano (Cavezzo, n. 1940 - Modena, † 2020)

## Rugbisti a 15(3)
- Andrea Barbieri, rugbista a 15 italiano (Piombino, n. 1986)
- Mike Barbieri, ex rugbista a 15 canadese (Toronto, n. 1978)
- Robert Barbieri, ex rugbista a 15 canadese (Toronto, n. 1984)

## Sassofonisti(1)
- Gato Barbieri, sassofonista e compositore argentino (Rosario, n. 1932 - New York, † 2016)

## Scrittori(4)
- Carlo Barbieri, scrittore italiano (Palermo, n. 1946)
- Giuseppe Barbieri, scrittore e poeta italiano (Bassano del Grappa, n. 1774 - Torreglia, † 1852)
- Luca Barbieri, scrittore, fumettista e sceneggiatore italiano (Genova, n. 1976)
- Renzo Barbieri, scrittore, sceneggiatore e editore italiano (Milano, n. 1930 - Milano, † 2007)

## Semiologi(1)
- Daniele Barbieri, semiologo e saggista italiano (Finale Emilia, n. 1957)

## Tenniste(1)
- Gioia Barbieri, ex tennista italiana (Forlimpopoli, n. 1991)

## Senza attività specificata(1)
- Laura Barbieri, ex taekwondoka italiana (Budrio, n. 1967)